# Jamtli

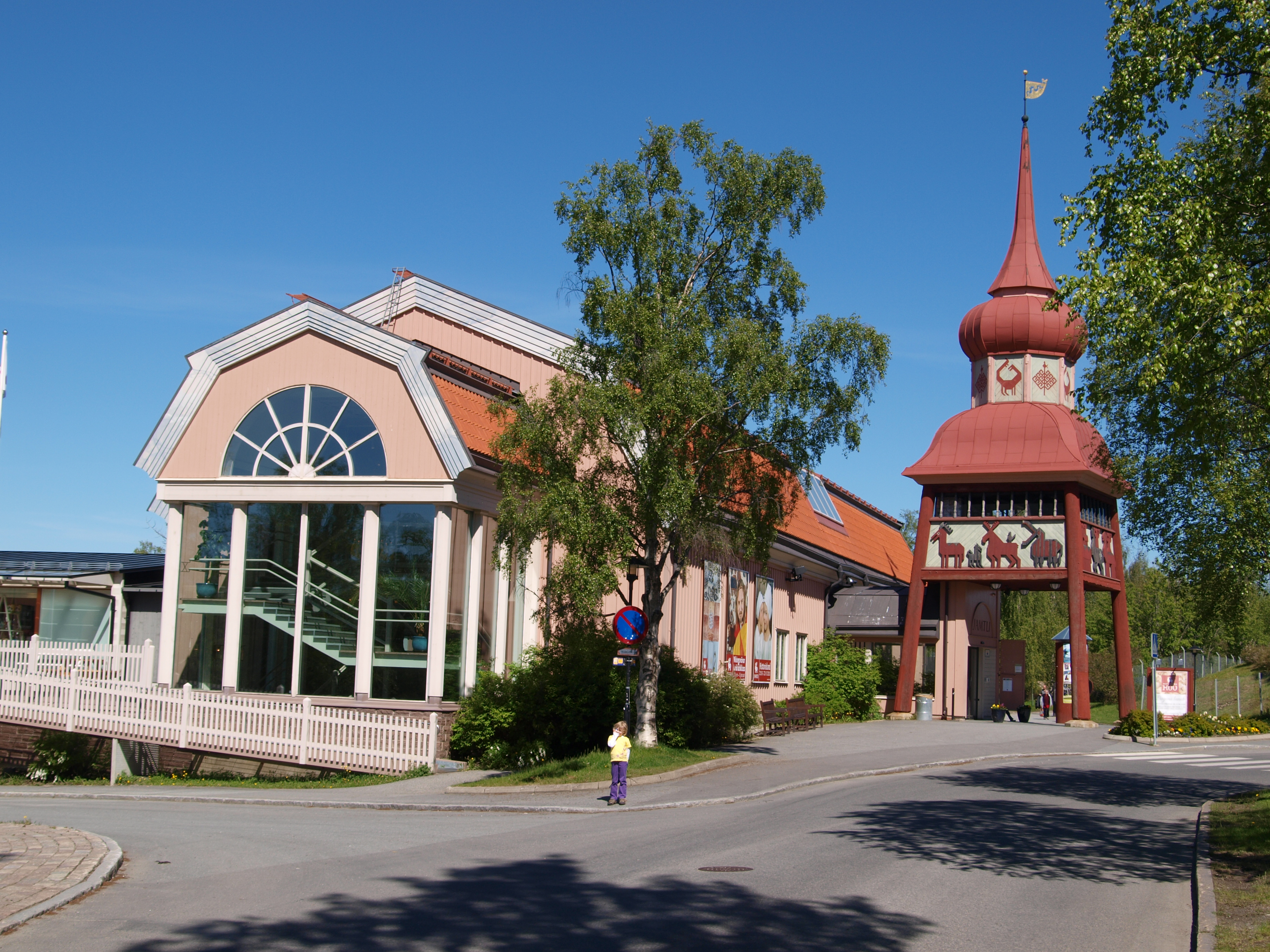
Museumseingang

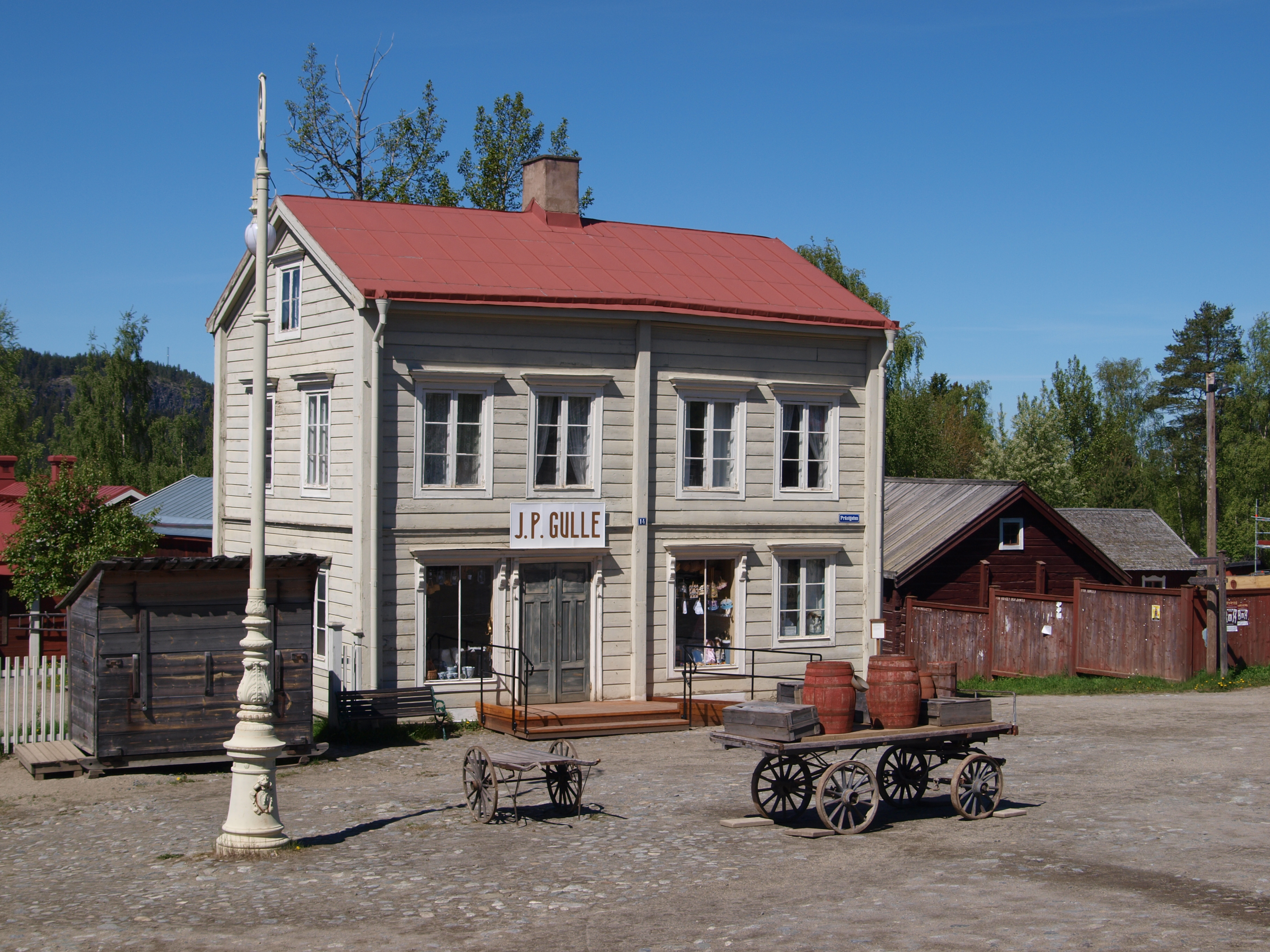

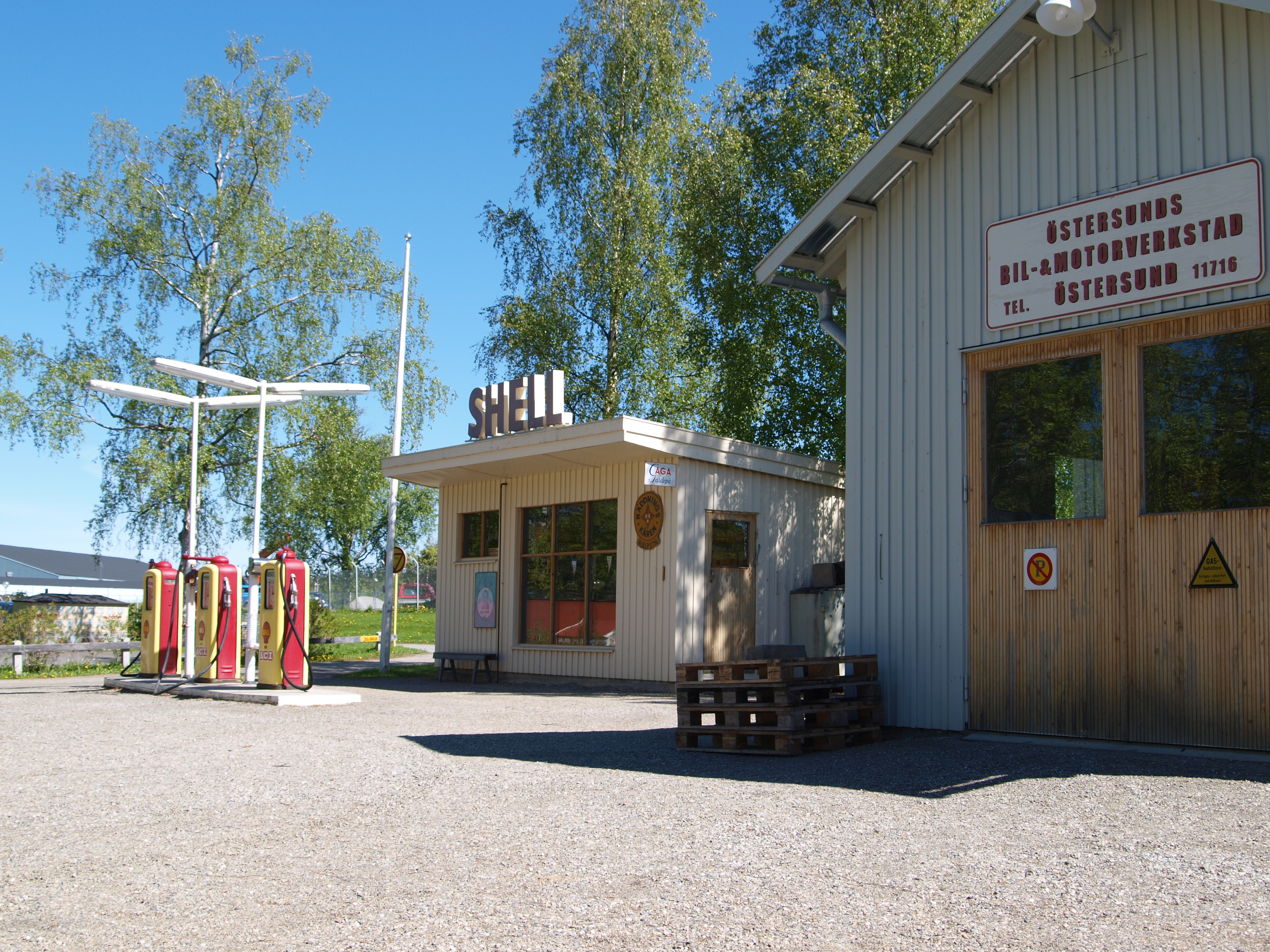

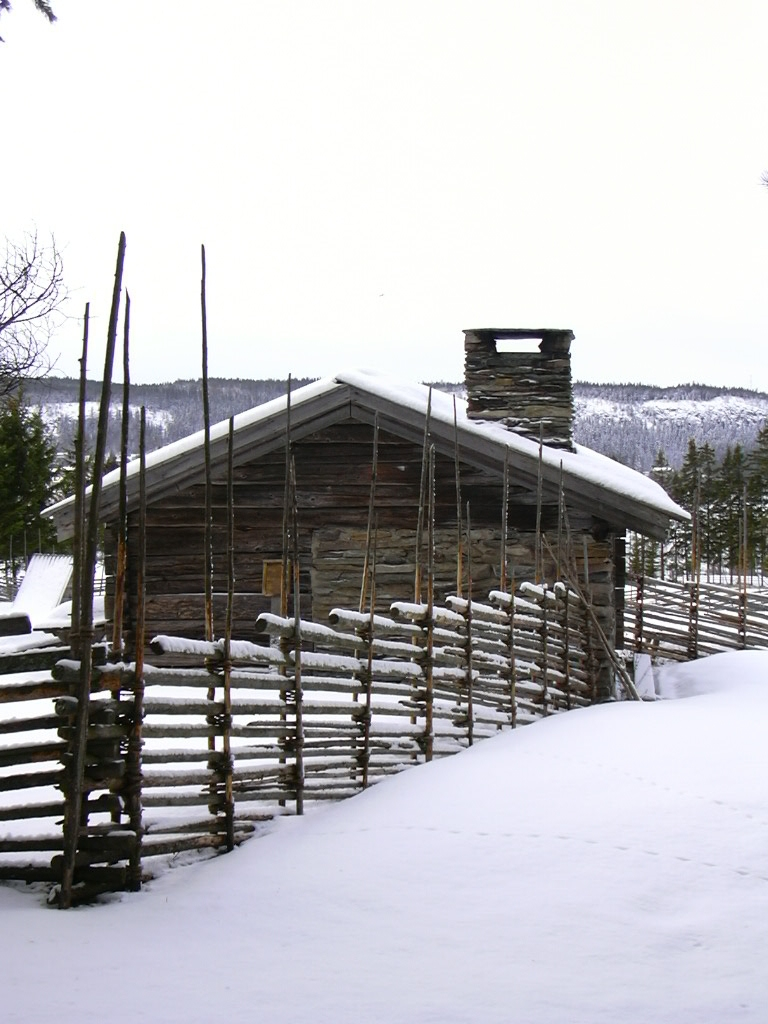

Jamtli ist das Museum der schwedischen Provinz Jämtlands län (schwedisch Jämtlands länsmuseum) in Östersund. Es besteht zu großen Teilen aus einem Freilichtmuseum, das der Geschichte und Kultur der historischen Provinzen Jämtland und Härjedalen gewidmet ist. Das Museum besteht aus einem Museumsgebäude mit einer Dauerausstellung und mit Wechselausstellungen und einem Freigelände mit historischen Gebäuden. Seit den 1980er-Jahren werden Projekte zur Lebenden Geschichte unter dem Titel Jamtli Historyland durchgeführt. Dies hat dazu beigetragen, dass das Museum eine der bekanntesten Touristenattraktionen der Umgebung wurde.

## Geschichte
Die Wurzeln von Jamtli liegen bei der 1866 gegründeten Antikenvereinigung von Jämtland. Nach langer Vorbereitungszeit unter Leitung von Ellen Widen, der Frau des Provinzgouverneurs, wurde das Freilichtmuseum 1912 eingeweiht und Eric Festin wurde sein erster Direktor. In den Anfangsjahren lag der Schwerpunkt auf der Sammlung von Exponaten und historischen Gebäuden. Darüber hinaus wurden Kurse für Volkstanz, Musik und Handarbeit angeboten. Das Ziel war Traditionen, die im Zuge der Industrialisierung in Vergessenheit zu geraten drohten, am Leben zu erhalten. Dies geschah vor dem ideologische Hintergrund des romantischen Nationalhistorismus, der im 19. Jahrhundert in ganz Europa verbreitet war.
Seit 1913 veröffentlicht das Museum sein Jahrbuch Järnten. Zum Ende der 1920er-Jahre wurde die Errichtung eines Museumsbaus in Angriff genommen. Bis dahin wurden die Exponate in den historischen Gebäuden des Museums und an verschiedenen Plätzen in der Stadt gezeigt. Das neue Museumsgebäude orientierte sich an der Burgarchitektur der Vasazeit des 16. Jahrhunderts. Das Museum wurde 1930 mit Ausstellungen zu Textilien, Archäologischen Funden sowie Kunstwerken und Gegenständen der Volkskultur eröffnet. Die Hauptattraktion waren die Wandteppiche von Överhogdal aus der späten Wikingerzeit. Eine wichtige Rolle spielte während der 1930er Jahre die Archäologin, Feministin und Frau des Provinzgouvaneurs Hanna Rydh. Ihr Hauptinteresse galt den traditionellen Trachten der Region.
Von 1953 bis 1979 fanden mittwochs im Freigelände Tanzveranstaltungen statt. Diese begannen als Familienevent, sprachen im Laufe der Zeit aber immer mehr Jungdliche an. Dies hatte in den letzten Jahren der Veranstaltung unangenehme Nebeneffekte: Das Gelände wurde verwüstet und die historischen Gebäude mussten mit Stacheldraht geschützt werden. In den 1960er Jahren war eine Restaurierung der Gebäude und eine Neuausrichtung der Veranstaltungen unausweichlich. Der Volkskundler Göran Rosander wurde 1967 zum neuen Museumsleiter ernannt. Er verstand es die Besucherzahlen mit einer Vielzahl neuer Ausstellungen und ethnologischen Exkursionen in die Umgebung zu steigern.
1971 wurde Sten Rentzhog Leiter des Museums. In dieser Zeit öffnete sich das Museum neuen Lernmethoden und neuen Überlegungen über die Rolles eines Museums in der Gesellschaft. Gebäude und Exponate wurden nicht mehr allein als tote Relikte einer vergangenen Welt betrachtet, sondern in die täglichen Aktivitäten des Museums miteinbezogen. Seit 1986 bevölkern im Sommer Schauspieler die historischen Gebäude und zeigen den Besuchern wie Menschen früher lebten und sprachen. Dieser Event, Jamtli Historyland genannt, wurde bald eine Hauptattraktion und war das Vorbild für weitere Veranstaltungen wie das Jamtli Winterland im Februar und März.

## Das Museum heute

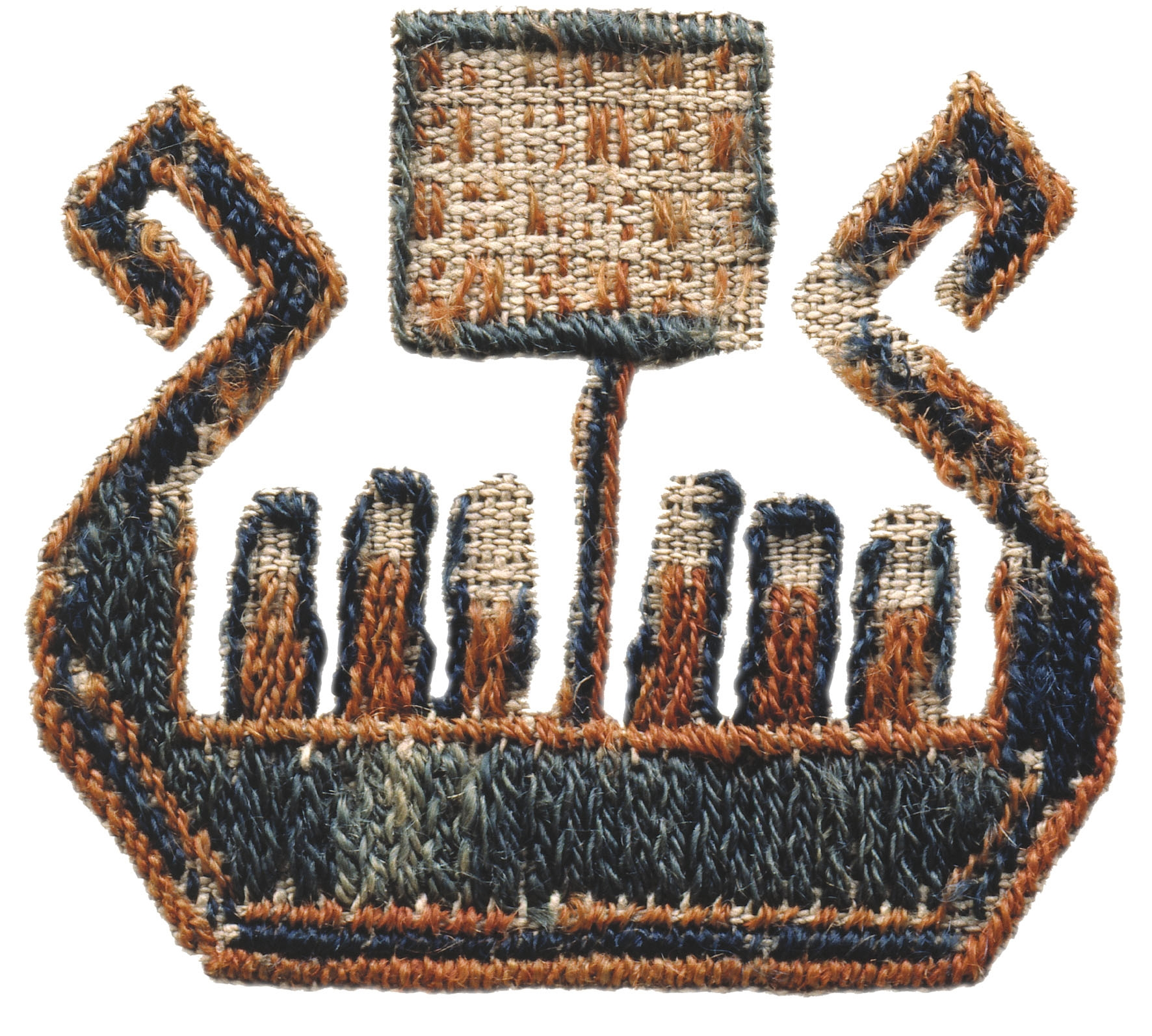
Överhogdal Tapeten

1990 wurde mit dem Bau eines neuen Museumsgebäudes begonnen. Fünf Jahre später konnte er mit einer Reihe neuer Ausstellungen zur Kulturgeschichte der historischen Provinzen Jämtland und Härjedalen eingeweiht werden. Das bisherige Gebäude beherbergt nun Büros, eine Bibliothek, eine der größten schwedischen Sammlungen von historischen Fotografien und die Abteilungen für Archäologie und Bauunterhalt.
Schaustücke des Museums sind nach wie vor die Wandteppiche von Överhogdal vom Ende der Wikingerzeit, die die reichte Bilderwelt Skandinavischer und christlicher Kultur zeigen. Dem mystische Seeungeheuer Storsjöodjuret aus dem See Storsjön in Jämtland ist eine eigene Ausstellung gewidmet.
Seit 2002 ist Henrik Zip Sane Museumsdirektor. Unter seiner Leitung wurde die europäische Ausrichtung des Museums vorangetrieben und das Museum nahm an einer Reihe von Projekten mit Partnern aus ganz Europa teil. Das Museum wurde mit mehreren Preise ausgezeichnet, unter anderem mit dem Großen Tourismuspreis (Stora Turismpriset) und 2006 mit dem Kindertourismuspreis (Barnens Turistpris).